# Rue Oktiabrskaïa (Tomsk)
La rue Oktiabrskaïa (Октя́брьская у́лица) est une rue de Tomsk en Russie. Elle commence rue Pouchkine et se termine rue Chichkov.

## Histoire

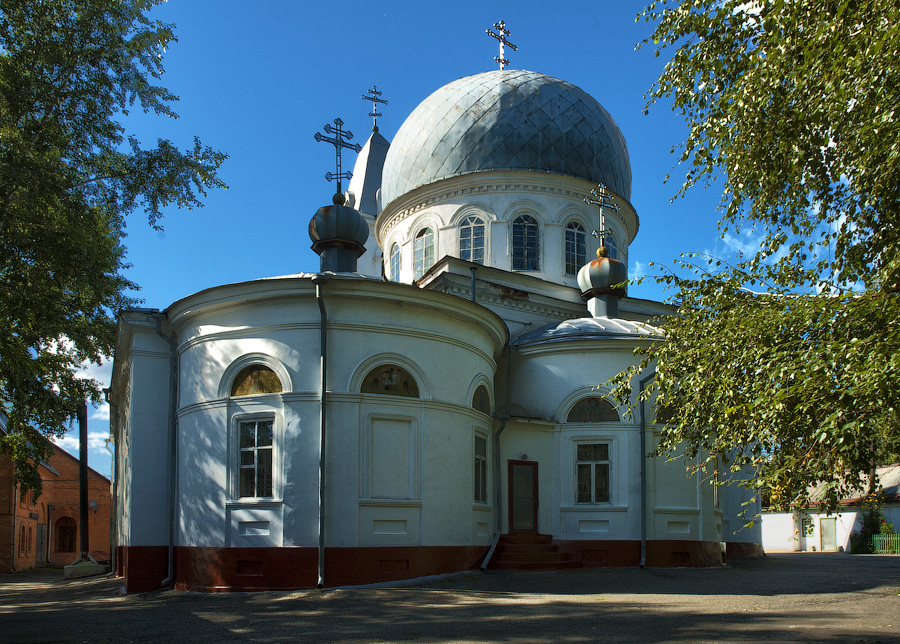
Église de la Sainte-Trinité.

Cette rue est l'une des plus anciennes de la ville; elle a été formée par la réunion de la rue de la Résurrection et le la rue Bolchaïa Kirpitchnaïa (grand-rue de la Briquetterie). Son nom à l'origine est dû à la présence (au n° 43) de l'église de la Résurrection, construite en 1841-1844 sur les plans de l'architecte Karl Tourski, et de la sloboda (faubourg) de la Briquetterie. Ces rues ont été nommées ainsi par la douma (assemblée) de Tomsk à la demande du maître de police (polizmeister) en 1853.
L'entrepôt de vin du marchand O.L. Fuchsmann, avec  de la vodka produite à partir d'alcool fourni par son frère Ilia Fuchsmann se trouvait dan cette rue. Le prince Vsevolod Dolgoroukov (1845-1912), fameux littérateur de l'époque, vivait dans cette rue et organisait dans sa maison des soirées littéraires et musicales.

## Nouvelle histoire
La rue reçoit son nom actuel, qui signifie « rue d'Octobre », en hommage à la Révolution d'Octobre, le 11 août 1925.

## Édifices remarquables

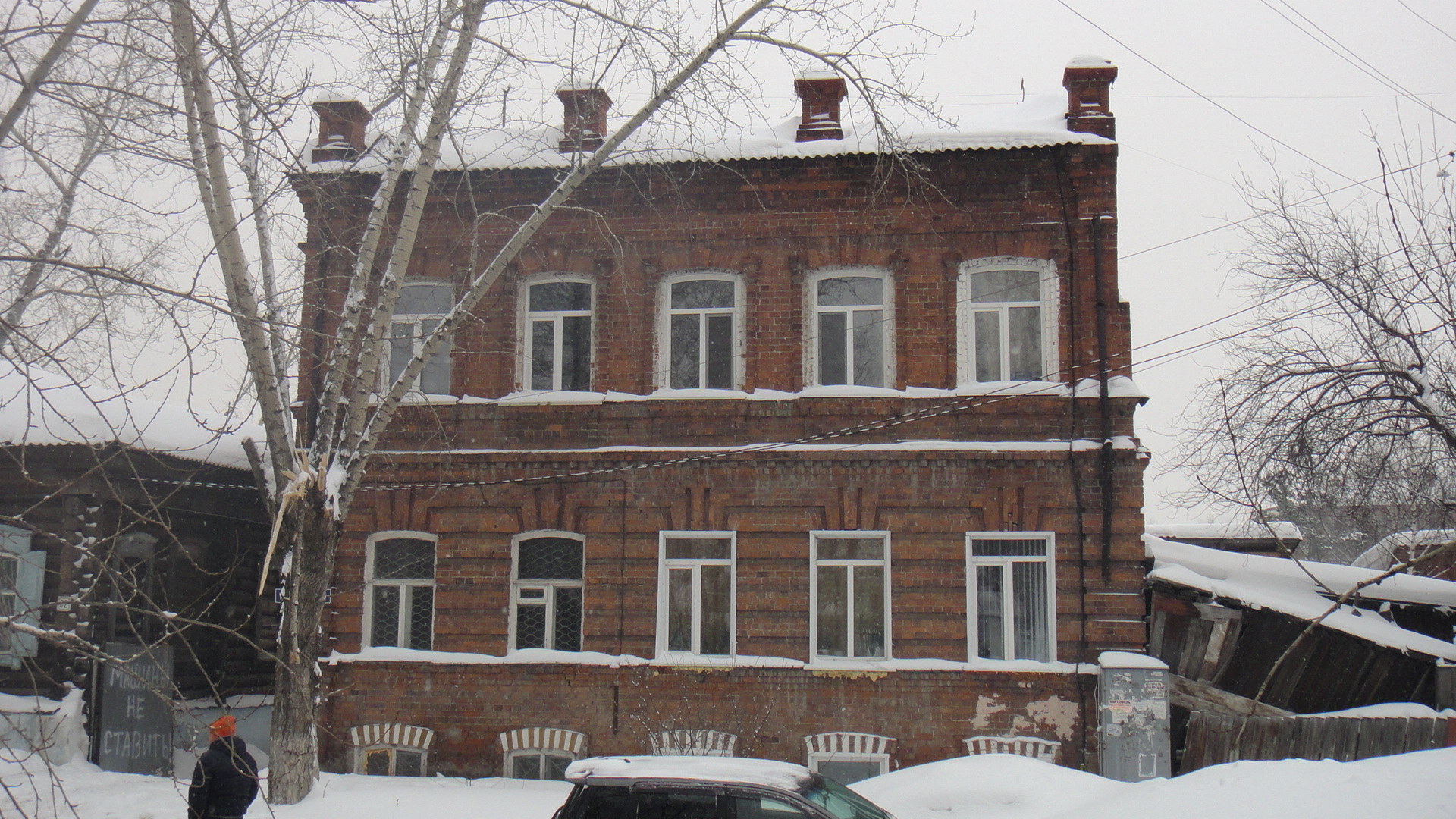
N° 32a

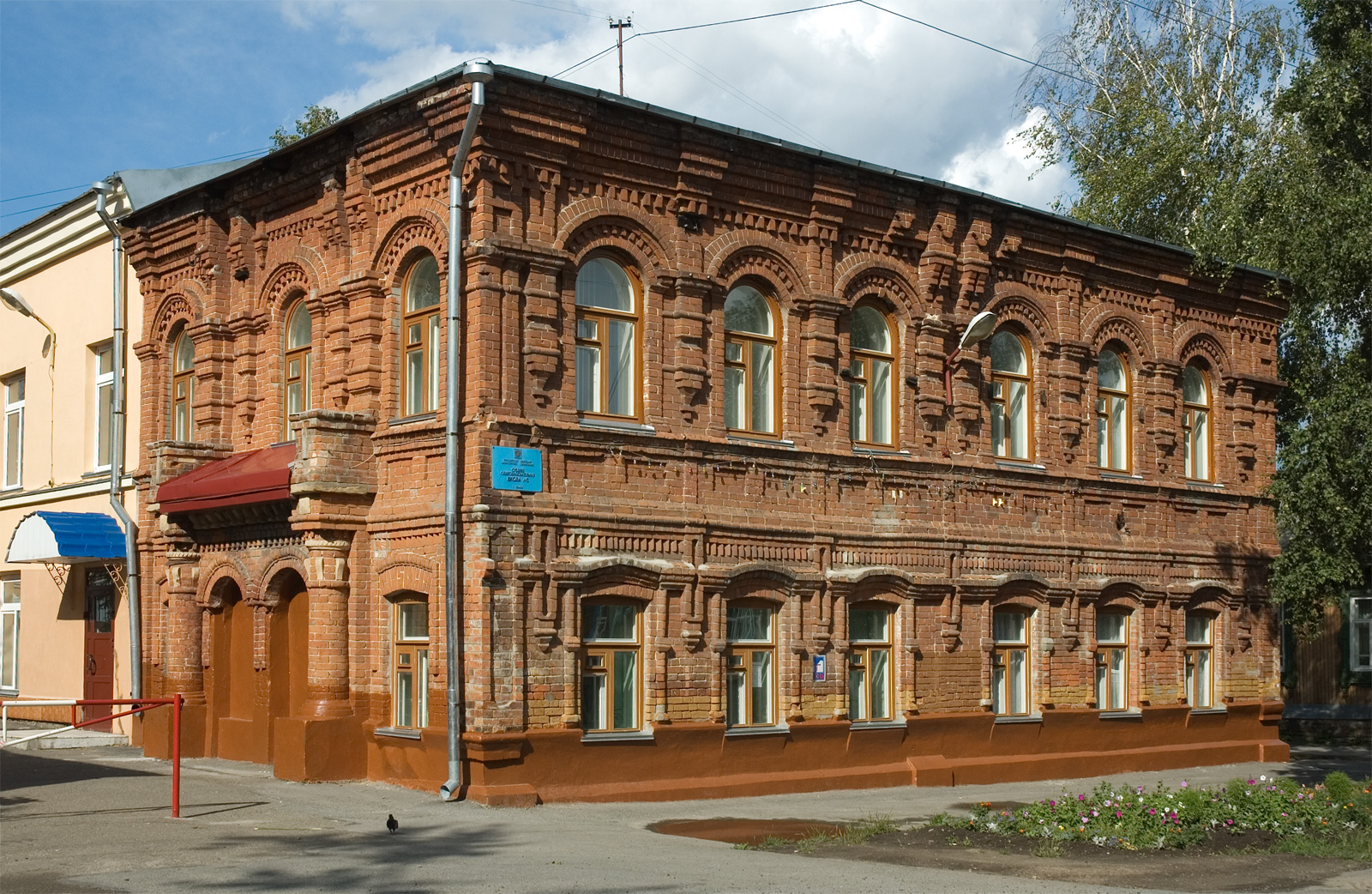
N° 16

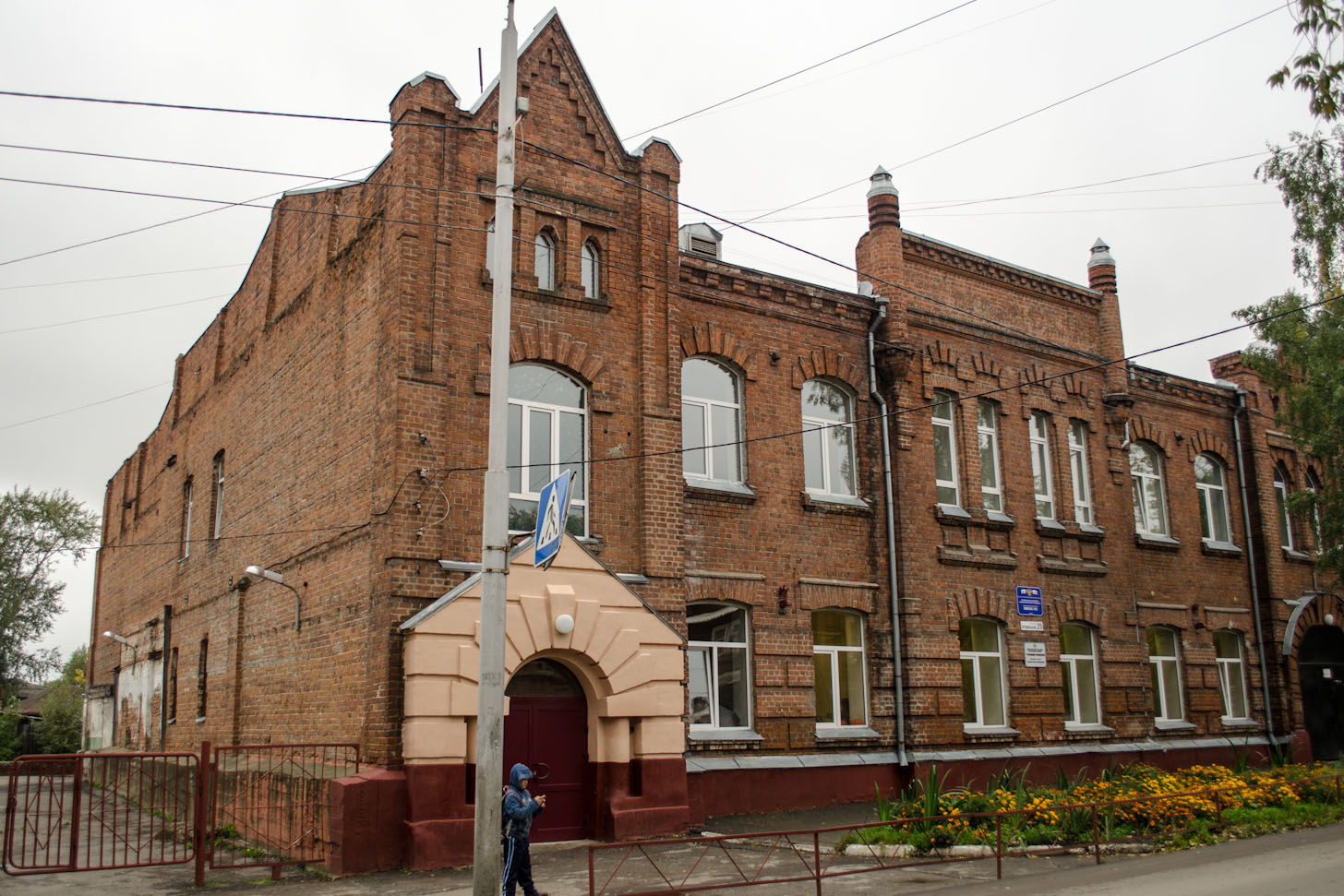
N° 25.

- N° 2: bâtiment de l'assemblée des bourgeois, plus tard une pharmacie s'y installe (premier tiers du XIXe siècle), inscrit au patrimoine architectural № 7000193000
- N° 4: demeure avec sa famille d'Alexeï Makouchine, médecine et bourgmestre (à partir de 1892), chef de l'administration de Tomsk de 1902 à 1905. Pendant les émeutes des Cent-Noirs d'octobre 1905, sa maison est saccagée.
- N° 16: ancienne école primaire construite en 1910 par l'architecte Viktor Khabarov, aujourd'hui école moyenne n° 5.
- N° 22/1: maison inscrite au patrimoine architectural
- N° 25: ancienne école communautaire juive construite sur les fonds du marchand Ilia Fuchsmann par l'architecte Tovy Fischel[1], aujourd'hui école moyenne n° 5, inscrite au patrimoine architectural № 7020041000
- N° 32a: maison remarquable en briques
- N° 43: église de la Sainte-Trinité, inscrite au patrimoine architectural № 7000195000
- N° 44: maison inscrite au patrimoine architectural № 7000196000